# Gezwollen slanke noordhoren
De gezwollen slanke noordhoren (Colus jeffreysianus) is een slakkensoort uit de familie van de Buccinidae. De wetenschappelijke naam van de soort werd in 1868 als Fusus jeffreysianus voor het eerst geldig gepubliceerd door P. Fischer.

## Beschrijving
De gezwollen slanke noordhoren is een 70 mm grote zeehuisjesslak met een wit of crème kleurige schelp voorzien van bruin tot groenachtige opperhuid. De vrij dunschalig schelp van deze slak heeft 8 tot 9 vrij bolle, vaak licht geschouderde windingen. De opperhuid kan zowel glad als vezelig zijn. De top van de schelp gaat gelijkmatig over in de volgende windingen en is niet knopvormig.

## Verspreiding
De gezwollen slanke noordhoren komt voor in de Noord-Atlantische Oceaan van IJsland en het Kattegat/Skagerrak, Noordzee zuidwaarts tot Marokko. Ook in de westelijke Middellandse Zee. Deze soort leeft op zand- of slibbodems op 20 tot ruim 2.000 meter diepte. Omdat deze soort vooral in diep water leeft is deze soort schaars in het Nederlandse deel van de Noordzee.